# لوکاس بلتران
لوکاس بلتران (انگلیسی: Lucas Beltrán؛ زادهٔ ۲۹ مارس ۲۰۰۱) بازیکن فوتبال اهل آرژانتین است که برای باشگاه فیورنتینا بازی می‌کند.